# Евдокия Баяна
Евдокия Бая̀на († 17 април 901) е византийска императрица, трета съпруга на император Лъв VI Философ.

## Биография
Според Теофан Изповедник Евдокия произхожда от тема Опсикион. Омъжва се за император Лъв VI през пролетта на 900 г. Това е третият брак на императора. Предишните две съпруги на Лъв VI умират, без да му родят мъжки наследник. От тях императорът има няколко дъщери. Лъв VI се надява, че бракът с Евдокия ще го дари с мъжки наследник на престола. Георги Острогорски споменава, че този брак противоречи на тогавашни византийски закони и на практиката в православния свят, поради което императорът е трябвало да поиска разрешение да се омъжи за трети път от вселенския патриарх Антоний II.
Евдокия умира година по-късно, на 12 април 901, при раждането на първото си дете. Теофан споменава, че детето е мъртвородено момче, което останало некръстено. В „За церемониите“ между имената на децата на Лъв VI се споменава и името Василий, което може да се идентифицира с името на мъртвородения син на Евдокия. В съчинението си Константин VII споменава, че Евдокия е погребана в църквата „Св. Апостоли“ в Константинопол.
След смъртта на Евдокия императорът се жени за Зоя Карбонопсина, който брак така и не бил признат от църквата за законен.